# صائدات الأفاعي
صائدات الأفاعي (الاسم العلمي: Herpetotherinae)، فصيلة فرعية من الصقور الجارحة تضم ثمانية أنواع في جنسين من جنس الصقور الضاحكة (Herpetotheres) وصقور الغابة (Micrastur). تم العثور على جميع الأجناس في أمريكا الجنوبية وفصيلة فرعية قاعدية لفصائل الصقور الفرعية الأخرى حيث انفصلت منذ حوالي 30.2 مليون سنة في فترة الأوليغوسيني. وانقسم جنسي صائدات الأفاعي منذ حوالي 20 مليون سنة في فترة الميوسيني.